# Вазнер (фараон)
Bазнер (такође познат и као Вазенез или Вадјенедј, a понекад и Венегбу) био је прединастички фараон древног Египта. Он је био фараон који је владао у делти Нила. Спомиње се у камену из Палерма, и то је једини доказ да је он постојао. Ништа друго се не зна о његовом животу, или владавини. Његово име се налази међу бројним именима фараона Доњег Египта. Највероватније је био претходник Нехебa, а његов наследник је највероватније био Мек.